# Le 1245
Ne doit pas être confondu avec Journal de 12h45 (La Cinq).
Le 12.45, stylisé à l'antenne « LE 1245 » (anciennement Le 12.50 jusqu'au 3 janvier 2010) est un journal télévisé français diffusé sur M6 depuis le 23 janvier 2006, du lundi au dimanche à 12 h 45.

## Historique
À sa création, le 1er mars, M6 met à l'antenne un journal télévisé diffusé tous les jours à 12 h 45 et à 19 h 30. Le Journal de 12 h 45 est présenté par Alexandre Baloud. Face au peu d'audience, M6 réduit ses ambitions le 31 août 1987 en diffusant Le Six', un journal tout en images diffusé le soir, puis le midi dès 2001 avec le Six'midi qui remplace M6 Express en clin d'œil de Serge Molitor à la fin.
Désireuse de s'affirmer comme une grande chaîne généraliste, M6 décide de revenir à la formule du journal télévisé à 12 h 50, case moins risquée que celle du journal de 20 heures face aux autres chaînes françaises. Ce journal télévisé démarre le 23 janvier 2006 en remplacement du Six'midi. Il est diffusé de 12 h 50 à 13 h 10 du lundi au vendredi.
Le 9 juin 2008, l'édition est présentée par Estelle Denis et Franck Georgel.
Le 4 janvier 2010, Le 12.50 devient Le 12.45 et ne dure plus que 10 à 11 minutes.
Le 22 mai 2012, Le 12.45 fait peau neuve avec un journal passant de 10 à 18 minutes, et de nouvelles rubriques.
Depuis le 12 janvier 2013, Le 12.45 est diffusé aussi le week-end.
À partir du 2 septembre 2013, quelques modifications ont été faites, comme pour Le 19.45, au niveau notamment de la forme et de l'écriture.
Le 31 août 2015, le plateau et l'habillage sont totalement repensés. Désormais, la technologie 3D et de la réalité augmentée sont au service du journal pour une information toujours plus claire.
Le 28 août 2017, Le 12.45 dispose d'un nouvel habillage bien qu'il soit toujours high-tech et utilise la 3D et la réalité augmentée.
Depuis 28 janvier 2019, le 12.45 dispose d'un nouvel habillage toujours en 3D.
Dès le 17 avril 2023, M6 met à l'antenne un nouvel habillage pour ses journaux (le 12.45 et le 19.45), toujours très technologique et utilisant le bleu roi au lieu du bleu pastel. Le générique change également, avec notamment la musique qui n'avait pas évolué depuis 2009.

## Présentation

### En semaine (du lundi au vendredi)
- Titulaires :
  - De janvier à juin 2006 : Anne-Sophie Lapix[5]
  - Juillet 2006 : Aïda Touihri
  - De août 2006 à septembre 2009 : Nathalie Renoux[6]
  - De Modèle:Dat- à juillet 2012 : Aïda Touihri[7] (David Jacquot le vendredi en 2009/2010[8])
  - De août 2012 à décembre 2022 : Kareen Guiock[9]
  - Depuis janvier 2023 : Nathalie Renoux

- Remplaçants :
  - Janvier à juin 2006 : Aïda Touihri
  - Juillet 2006 à août 2009 : Franck Georgel ou Karelle Ternier
  - Septembre 2009 à avril 2011[10]: David Jacquot (les vendredis)
  - Juillet 2014 : Vicky Bogaert
  - Juillet 2017 : Diane Douzillé
  - Février 2015 à mars 2023 : Laurie Desorgher
  - Depuis avril 2023 : N'Fanteh Minteh

### Le week-end (samedi et dimanche)
- Titulaire :
  - De janvier 2013 à décembre 2022 : Nathalie Renoux
  - De janvier 2023 à juin 2025 : Dominique Tenza
  - À partir d’août 2025 : Ashley Chevalier[11]

- Remplaçants :
  - De janvier à mai 2013 : Céline Bosquet
  - De juillet 2013 à juin 2015 : Karelle Ternier
  - De juillet 2015 au 3 juillet 2016 : François-Xavier Ménage[12]
  - De juillet à octobre 2016 : Diane Douzillé
  - De décembre 2016 à mars 2023 : Marie-Ange Casalta
  - 2023-2025 : Laurie Desorgher
- Depuis Février 2025 : Romane Binckly

## Le Journal de12h45de La Cinq
Auparavant, La Cinq avait lancé son journal de la mi-journée à 12 h 30, puis à 12 h 45 à partir du 8 décembre 1990.